# Matthew Canavan

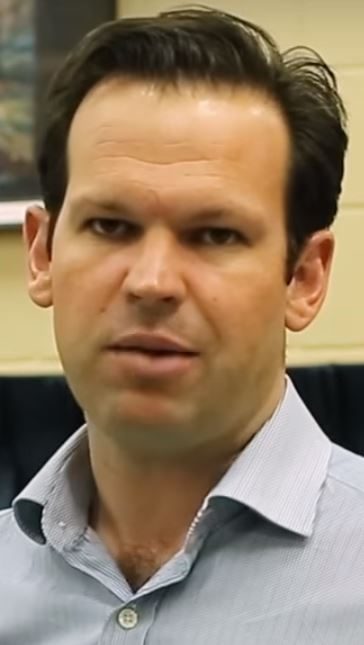
Matthew Canavan, 2017

Matthew James Canavan (* 17. Dezember 1980) ist ein australischer Politiker. 

## Leben
Canavan ist Mitglied der Liberal National Party. Er war Stabschef des früheren Senators und gegenwärtigen Abgeordneten für den Wahlbezirk New England, Barnaby Joyce. Bei der Parlamentswahl in Australien 2013 wurde er als Repräsentant des Bundesstaates Queensland in den australischen Senat gewählt. In der ersten Amtszeit von Premierminister Malcolm Turnbull war Canavan zwischen Februar und Juli 2016 Minister für Nordaustralien. Seine Amtszeit begann 2014. 
Nach der Wiederwahl der Regierung Turnbull bei der Parlamentswahl in Australien 2016 wurde Canavan als Minister für Ressourcen und Nordaustralien in das Kabinett berufen. Am 25. Juli 2017 trat Canavan von seinem Ministeramt in Folge von Zweifeln an seiner Wählbarkeit zurück, nachdem er erfahren hatte, dass er von italienischen Behörden als Staatsangehöriger Italiens betrachtet wird. Doppelstaatsbürger dürfen gemäß Artikel 44 der australischen Verfassung nicht in das Parlament gewählt werden, oder ihr Mandat aufnehmen.
Canavans Mutter hatte ihn 2006 im italienischen Konsulat in Brisbane als im Ausland lebenden Italiener angemeldet. Canavan gab an, davon nichts gewusst zu haben, bis seine Mutter ihn infolge der Berichterstattung über zwei Senatoren der australischen Grünen Scott Ludlam und Larissa Waters, die wegen Doppelstaatsbürgerschaften zurückgetreten waren, informierte. Die Regierung hat sich auf den Standpunkt gestellt, dass Canavan die Verfassung nicht verletzt habe, da die Anmeldung ohne sein Wissen und seine Zustimmung erfolgte, und beabsichtigt daher, die Angelegenheit gerichtlich klären zu lassen.